# P.O. Atsaleniou
El P.O. Atsaleniou (abreviatura de Panathlitikós Ómilos Atsaléniou), también conocido como Atsalenios o POA es un club de fútbol griego de la ciudad de Heraklion (Creta). Actualmente juega en el Grupo 10 de la Gamma Ethniki, tercera división más importante del fútbol heleno.

## Historia
El club fue fundado en 1951 por refugiados de provenientes de Asia Menor, en su mayoría de Urla, provincia de Esmirna, que se asentaron en la ciudad, en el barrio de Atsalenio, tras la guerra.
En el año 1964 asciende a Beta Ethniki.Desde 1974, el POA ha estado compitiendo ininterrumpidamente en categorías nacionales, específicamente en la 4ª categoría nacional y amateur. Desde 2004 que ascendió a la Gamma Ethniki participó en ella hasta la temporada 2010 al acabar en el puesto catorce. En la temporada 2013/14 descendió a la  A Topiko de Heraklion de la que logró ascender en la temporada 2015/16 al proclamarse campeón.

## Estadio
El estadio del equipo fue fundado en 1951 e inaugurado en 1960, el día de San Menas de Alejandría, patrón de la ciudad. La primera piedra fue colocada por el alcalde Krasadakis y el fallecido actor, también presidente de EPSI, Georgio Marcelo. En 1989 se introdujo césped natural mientras que en los años siguientes tomó la forma que tiene hoy: 1500 localidades cubiertas, gimnasio, focos, sala de reuniones, etc. En 2004 se introdujo una alfombra sintética

## Palmarés
- Delta Ethniki: 2002-03, 2012-13
- Campeonatos de la Federación de Fútbol de Heraklion (10):1962-63, 1965-66, 1970-71, 1973-74, 1984-85, 1987-88, 1994-95, 1996-97, 2014-15, 2015-16
- Copa de la Federación de Fútbol de Heraklion (11):1974-75, 1977-78, 1983-84, 1985-86, 1986-87, 1990-91, 1996-97, 1997-98, 2000- 01, 2002-03, 2018-19
- Supercopa de la Federación de Fútbol de Heraklion (3): 2015,2016,2019.